# Tim Payne (rugbista)
Timothy Adam North Payne (Swindon, 29 aprile 1979) è un ex rugbista a 15 e allenatore di rugby a 15 britannico, dal 2017 preparatore atletico del Newcastle in English Premiership. Nella sua carriera giocava pilone e può vantare 22 presenze internazionali con l'Inghilterra.

## Biografia
Payne iniziò la sua carriera professionistica nel Bristol durante la stagione 2001-02.
L'anno seguente si trasferì in Galles nei Cardiff Blues dove disputò una stagione di Celtic League. 
Nel 2003 fece ritorno in Inghilterra tra le file dei London Wasps, nei quali giocò dieci stagioni consecutive, conquistando tre campionati inglesi e due Heineken Cup, fino al suo ritiro avvenuto al termine dell'annata 2012-2013. 
Successivamente ha intrapreso la carriera come preparatore atletico iniziando nei London Scottish per poi passare, a partire dal 2016, nel Newcastle.
A livello internazionale Payne esordì nella Nazionale inglese contro l'Australia nell'incontro conclusivo del tour oceanico dei britannici. Dopo due anni in cui non fu convocato tornò in nazionale in occasione del tour del 2006 in Australia nel quale disputò tutte le partite. L'anno successivo giocò solamente contro Francia e Galles durante il Sei Nazioni 2007. Nel 2008 ottenne un'unica presenza nel Sei Nazioni con l'Italia, ma disputò tutte le sfide del tour in Nuova Zelanda e tutti i test match autunnali. Prese parte al Tour della Nazionale di rugby a 15 dell'Inghilterra 2009 e, successivamente, fu convocato per il Tour dei British and Irish Lions 2009 in sostituzione dell'infortunato Andrew Sheridan; durante la finestra internazionale del novembre 2009 giocò tutti gli incontri. Il suo ultimo anno con la nazionale inglese fu il 2010, dove disputò tutto il Sei Nazioni come titolare e dove partecipò al tour australiano degli inglesi, in cui contro l'Australia giocò il suo ultimo incontro internazionale.

## Palmarès
- Premiership: 3
Wasps: 2003-04, 2004-05, 2007-08
- Coppe Anglo-Gallesi: 1
Wasps: 2005-06
- Heineken Cup: 2
Wasps: 2003-04, 2006-07